# 木下聡志
木下 聡志（きのした さとし、1983年8月16日 - ）は、日本の漫画家。奈良県葛城市（旧・當麻町）出身。
主に少年誌などを中心に活動している。近年はアニメの漫画化作品や青年漫画などを掲載している。構図などにおいてガイナックスやアニプレックスなど手掛けたアニメの影響を受けたと思しき箇所が見受けられる作風が特徴。

## 経歴
- 『OLYMPIA』で、第8回（2005年3月期）新人マンガRedグランプリ漫画部門シルバー賞受賞。
- 『ロレンツォのヴァイオリン』で、第31回（2005年10月期）十二傑新人漫画賞十二傑賞受賞。
- 『赤マルジャンプ』2006年SPRING号に『ロレンツォのヴァイオリン』が掲載され、デビュー。
- 『GUARDNER』で、第24回（2006年7月期）新人マンガRedグランプリ漫画部門特別賞。
- 『とらと歌かるた』で、第65回（2006年下期）手塚賞佳作を受賞。
- 『ジャンプスクエア』創刊号（2007年12月号）より、『ドラゴノーツ - THE RESONANCE -』（原案：ドラゴノーツプロジェクト、原作：NAS）で連載デビュー。2008年5月号で連載終了した。
- 故郷である奈良県葛城市のマスコットキャラクター（愛称は未定）をデザイン。2009年4月15日公開。愛称は公募の結果「蓮花ちゃん」に決定。

## 人物
- 好きな漫画は『創竜伝』。

## 作品
- ロレンツォのヴァイオリン（読切、赤マルジャンプ2006年SPRING号） - 第31回（2005年10月期）十二傑新人漫画賞（審査員：久保帯人）十二傑賞受賞作品であり、作者のデビュー作。
- とらと歌かるた（読切、月刊少年ジャンプ）
- 霊力戦隊ナンバ★キッズ（読切、月刊少年ジャンプ）
- ドラゴノーツ - THE RESONANCE -（原案：ドラゴノーツプロジェクト、原作：NAS、ジャンプスクエア、全1巻）
- 葛本さんちの四兄弟（ジャンプスクエア、全3巻）
- バトルスピリッツ ブレイヴX（原作：矢立肇、Vジャンプ、全1巻）
- ホスト漫（マンガボックス、全3巻）
- 職人男子神田くんは女子力が高い（読切、ジャンプスクエアCROWN2016年WINTER号）※「職人男子 神田くん」の前身
- 職人男子 神田くん（月刊コミックジーン、全2巻） ※木下さとし名義
- 弧を描く（原作：岩井良樹、月刊アクション、全4巻）

## 師匠
- 恵広史